# Fursenkoinoidea
Fursenkoinoidea, tradicionalmente denominada Fursenkoinacea, es una superfamilia de foraminíferos del suborden Buliminina y del orden Buliminida. Su rango cronoestratigráfico abarca desde el Cenomaniense (Cretácico superior) hasta la Actualidad.

## Discusión
Clasificaciones previas incluían Fursenkoinoidea en el suborden Rotaliina y/o orden Rotaliida.

## Clasificación
Fursenkoinoidea incluye a las siguientes familias y subfamilias:
- Familia Fursenkoinidae
- Familia Virgulinellidae

Otra subfamilia considerada en Fursenkoinoidea es:
- Subfamilia Kleinpellidae